# HD19978
HD19978 — хімічно пекулярна зоря спектрального класу A7, що має  видиму зоряну величину в смузі V приблизно  5,5.
Вона  розташована на відстані близько 263,9 світлових років від Сонця.

## Фізичні характеристики
Зоря HD19978 обертається 
досить швидко 
навколо своєї осі. Проєкція її екваторіальної швидкості на промінь зору становить  Vsin(i)=119км/сек.